# Nội chiến Tây Ban Nha
Nội chiến Tây Ban Nha (tiếng Tây Ban Nha: Guerra civil española) là một cuộc nội chiến giữa phe Cộng hòa và phe Quốc dân diễn ra ở Tây Ban Nha từ năm 1936 tới năm 1939. Phe Cộng hòa là liên minh các đảng tả khuynh ủng hộ Mặt trận Nhân dân dưới chế độ Đệ nhị Cộng hòa Tây Ban Nha, bao gồm các đảng phái chính trị theo các hệ tư tưởng như chủ nghĩa xã hội, chủ nghĩa cộng sản, chủ nghĩa ly khai, chủ nghĩa vô trị, và chủ nghĩa cộng hòa, với một bộ phận phản đối chính quyền thời tiền chiến. Trái lại, phe Quốc dân đối lập là một liên minh các đảng hữu khuynh theo các hệ tư tưởng như chủ nghĩa Falangist, chủ nghĩa bảo hoàng, chủ nghĩa bảo thủ, và chủ nghĩa truyền thống Công giáo; phe này được dẫn dắt bởi chế độ độc tài quân sự do Tướng Francisco Franco lãnh đạo. Sở dĩ vì bối cảnh chính trị của thế giới lúc bấy giờ, bản chất của cuộc chiến này cực kì phức tạp, và cần được đánh giá soi xét từ nhiều góc độ khác nhau: đấu tranh giai cấp, đấu tranh tôn giáo, đấu tranh giữa dân chủ và độc tài, giữa cách mạng và phản cách mạng, giữa phát-xít và cộng sản. Claude Bowers, đại sứ Hoa Kỳ tại Tây Ban Nha thời chiến, đã đánh giá xung đột này là "buổi tổng duyệt" trước thềm Thế chiến II. Cuộc nội chiến đẫm máu đã khép lại với chiến thắng của phe Quốc dân vào đầu năm 1939.

## Nguyên nhân

### Bối cảnh lịch sử
Tây Ban Nha đã trải qua nhiều cuộc nội chiến và nổi loạn, do cả hai phe cải cách và bảo thủ tiến hành nhằm giành chính quyền từ tay đối phương. Trong khi những người thuộc trường phái cải cách tìm cách xóa bỏ chế độ quân chủ chuyên chế thủ cựu để thành lập một hình mẫu nhà nước mới, phần lớn những người theo phái bảo thủ trong hệ thống chính trị của Tây Ban Nha tìm cách làm chệch hướng những cải cách đó và duy trì chế độ quân chủ. Những người ủng hộ vương triều Carlos, còn được gọi là những người Carlistas, và dòng dõi của ông tập hợp dưới khẩu hiệu "Chúa, Đất nước và Nhà vua", và đấu tranh cho chủ nghĩa chuyên chế truyền thống của Tây Ban Nha, cũng như Đức tin Công giáo, chống lại chủ nghĩa tự do và sau này, chủ nghĩa cộng hòa của chính phủ Tây Ban Nha thời gian đó. 
Có một số lý do dẫn đến chiến tranh, trong đó bao gồm nhiều vấn đề căng thẳng kéo dài trong nhiều năm. Tây Ban Nha đã trải qua một số chế độ cai trị kể từ sau cuộc Chiến tranh Napoleon từ đầu thế kỷ 19. Vương triều của vua Alfonso XIII kéo dài từ năm 1887 tới năm 1924, được thay thế bởi chế độ độc tài quân sự của Primo de Rivera. Tới năm 1928, chế độ này được kế tiếp bằng một vương triều kéo dài hai năm, cho tới khi nền Đệ nhị Cộng hòa được thành lập năm 1931. Nền cộng hòa được lãnh đạo bởi một liên minh các đảng cánh tả và trung dung. Họ tiến hành một số cải cách gây ra nhiều tranh cãi, như luật Đất đai năm 1932, phân bố đất nông nghiệp cho nhiều nông dân nghèo. Hàng triệu người Tây Ban Nha vốn sống trong sự nghèo khổ cùng cực dưới sự cai trị khắc nghiệt của giới lãnh chúa chủ đất trong một hệ thống giống như chế độ phong kiến. Các cải cách đó, cộng với các hoạt động chống đối giáo hội và sự trục xuất người Hồi giáo, cũng như việc cắt giảm và cải cách quân đội, gây ra sự chống đối mạnh mẽ từ tầng lớp thượng lưu lãnh đạo cũ.

### Cuộc bầu cử năm 1933
Tình hình chính trị đã trở nên bạo lực trong mấy năm trước khi cuộc nội chiến nổ ra. Năm 1933, trong cuộc tổng tuyển cử, Liên minh Tây Ban Nha vì quyền tự trị (Confederación Española de Derechas Autónomas - CEDA), giành được hầu hết ghế trong Cortes (tức Nghị viện), nhưng không đủ để chiếm đa số. Tổng thống Niceto Alcalá Zamora không chịu mời thủ lĩnh của họ là José María Gil-Robles, thành lập chính phủ, mà thay vào đó mời Alejandro Lerroux của đảng Cộng hòa Cấp tiến, thực tế một đảng trung dung thành lập chính phủ. CEDA ủng hộ chính phủ của Lerroux; sau đó yêu cầu, và tới 1 tháng 10 1934 được chấp thuận, giữ 3 ghế bộ trưởng trong chính phủ. Chính phủ Lerroux/CEDA tìm cách vô hiệu hóa những đạo luật xã hội được chính phủ tiền nhiệm của Manuel Azaña thông qua, gây ra những cuộc tổng đình công ở Valencia và Zaragoza, xung đột trên đường phố Madrid và Barcelona, rồi tới 6 tháng 10, nổ ra cuộc nổi loạn vũ trang của những người thợ mỏ ở Asturias và những người đòi tự trị ở xứ Catalunya. Cả hai cuộc nổi loạn đều bị dập tắt, tiếp theo đó là hàng loạt cuộc bắt bớ và xử án.
Việc Lerroux liên minh với cánh hữu, đàn áp khốc liệt cuộc nổi dậy năm 1934, và vụ scandal Stra-Perlo khiến cho ông và đảng của ông chỉ nhận được rất ít sự ủng hộ trong cuộc bầu cử năm 1936. (Bản thân Lerroux cũng mất ghế trong Nghị viện).

### Thắng lợi của Mặt trận bình dân năm 1936
Cùng với việc những bất đồng nội bộ trong liên minh trở nên trầm trọng, bãi công nổ ra thường xuyên, xuất hiện những vụ nổ súng vào thành viên công đoàn và giới chức sắc tôn giáo. Trong cuộc tuyển cử tháng 2 năm 1936,, Mặt trận Bình dân giành được đa số ghế trong Quốc hội. Liên minh gồm Đảng Xã hội (PSOE), hai đảng tự do (đảng Cộng hòa cánh tả của Manuel Azaña và đảng Liên minh Cộng hòa), đảng Cộng sản Tây Ban Nha, cũng như đảng dân tộc Galicia và Catalan, giành được 34,3% phiếu bầu, so với 33,2% cho Mặt trận Quốc gia dẫn đầu bởi CEDA. Những người theo chủ nghĩa dân tộc xứ Basque về mặt chính thức không nằm trong thành phần Mặt trận, nhưng ủng hộ Mặt trận. Công đoàn thương mại của những người theo chủ nghĩa vô chính phủ (Confederación Nacional del Trabajo - CNT), không tham gia các cuộc tuyển cử trước đó, kêu gọi các thành viên bỏ phiếu cho Mặt trận Bình dân để đáp lại một chiến dịch hứa hẹn ân xá cho các thành viên cánh tả đang ngồi tù. Đảng Xã hội từ chối tham gia tân chính phủ, thủ lĩnh của họ, Largo Caballero, được ca ngợi là "Stalin của Tây Ban Nha" bởi báo Pravda, tuyên bố với đám đông rằng cách mạng giờ là việc không thể tránh khỏi. Tuy nhiên, trong thâm tâm ông chỉ nhằm đến mục tiêu loại bỏ những người theo chủ nghĩa tự do và không theo chủ nghĩa xã hội ra khỏi nội các chính phủ. Các thành viên Xã hội ôn hòa như Indalecio Prieto cáo buộc những hành động của phe cánh tả như tổ chức diễu hành ngày Quốc tế lao động 1 tháng 5, đả đảo, và tuyên bố tiến hành cách mạng là các hành động khiêu khích điên rồ.
Theo quan điểm của Quốc tế Cộng sản, việc cánh tả ngày càng mạnh mẽ, dù còn phân rẽ, và cánh hữu suy yếu là thời cơ đã chín muồi. Mục tiêu của họ là sử dụng bức màn thể chế chính trị hợp pháp để đặt cánh hữu ra ngoài vòng pháp luật và biến Tây Ban Nha thành một "cộng hòa nhân dân" như viễn cảnh của Liên Xô, với cánh tả nắm toàn quyền lãnh đạo, một mục tiêu được lặp đi lặp lại nhiều lần không những trong chỉ thị của Quốc tế Cộng sản, mà trong cả các tuyên bố chính thức của PCE (Đảng Cộng sản Tây Ban Nha).

### Azaña trở thành Tổng thống
Thiếu sự ủng hộ của những người Xã hội, Thủ tướng Manuel Azaña, một người theo chủ nghĩa tự do, ủng hộ cải cách từng phần, dẫn đầu một chính phủ thiểu số. Tới tháng 4, quốc hội thay thế Tổng thống Niceto Alcalá-Zamora, một người ôn hòa, nhưng bị tất cả các đảng phái xa lánh, bởi Azaña. Mặc dù phe cánh hữu củng bỏ phiếu phế truất Zamora, sự kiện này là một bước ngoặt khiến nhiều người theo chủ nghĩa bảo thủ từ bỏ hoạt động chính trị trong nghị viện. Azaña bị phe cánh hữu Tây Ban Nha căm ghét ghê gớm, vì họ nhớ rằng ông là người thúc đẩy chương trình cải cách dù nghị viện bất hợp tác trong thời kỳ 1931–1933. Joaquín Arrarás, một người bạn của Francisco Franco, gọi ông là "một con nhộng đáng ghê của phe đỏ Tây Ban Nha". Các tướng lãnh Tây Ban Nha đặc biệt không ưa Azaña vì ông cắt giảm ngân sách dành cho quân đội và đóng cửa Học viện quân sự khi ông còn là Bộ trưởng bộ chiến tranh (1931). CEDA trao ngân quỹ hoạt động của mình cho tướng Emilio Mola. Nhân vật bảo hoàng José Calvo Sotelo thay thế Gil Robles của CEDA như người phát ngôn chính tại nghị viện.

### Căng thẳng và bạo lực chính trị lên cao
Đây là giai đoạn tình hình trở nên căng thẳng. Những người cấp tiến trở nên quá khích, trong khi những người bảo thủ quay ra sử dụng lực lượng bán quân sự và cảnh vệ. Theo các số liệu chính thức, có 330 người bị ám sát, 1.511 người bị thương trong các vụ bạo lực liên quan đến chính trị; các hồ sơ cũng cho thấy có 213 vụ ám sát thất bại, 113 cuộc tổng đình công, và 160 cơ sở tôn giáo bị phá hủy.

### Cái chết của Castillo và Calvo Sotelo
Ngày 12 tháng 7 năm 1936, José Castillo, một thành viên của đảng Xã hội và là thiếu úy trong lực lượng Vệ binh Xung kích, một đơn vị cảnh sát đặc nhiệm chuyên đối phó với bạo loạn trong thành phố, bị một nhóm cực hữu giết chết tại Madrid. Ngày hôm sau, José Calvo Sotelo, thủ lĩnh của nhóm bảo thủ đối lập trong Cortes (Nghị viện Tây Ban Nha), bị Luis Cuena, thuộc một nhóm biệt kích trong thành phần Vệ binh Nhân dân chỉ huy bởi Đại tá Fernando Condés Romero, giết chết để trả thù. Condés có quan hệ gần gũi với thủ lĩnh đảng Xã hội Indalecio Prieto, và mặc dù không có gì chứng tỏ Prieto có liên hệ với quyết định giết Calvo Sotelo của Cuena, vụ ám sát một thành viên Nghị viện cũng làm dấy lên nghi vấn và phản ứng mạnh mẽ của phe Trung dung và phe Hữu. Calvo Sotelo là nhân vật bảo hoàng nổi bật nhất Tây Ban Nha, và đã chống lại cái mà ông cho là sự leo thang khủng bố chống tôn giáo, sự xung công tài sản, và các cuộc cải cách ruộng đất vội vã, mà ông ta cho là theo chủ nghĩa Bôn-sê-vích và chủ nghĩa Vô chính phủ. Thay vào đó, ông đề nghị thành lập một chính thể tự trị, và tuyên bố rằng nếu chính thể đó là một chính thể phát-xít, thì ông cũng là một người phát-xít.
Ông cũng tuyên bố rằng binh lính Tây Ban Nha sẽ đứng lên chống lại sự vô chính phủ. Đáp lại, thủ lĩnh của những người cộng sản, Dolores Ibarruri, được biết đến với biệt danh La Pasionaria, thề rằng phát biểu đó của Calvo Sotelo sẽ là bài phát biểu cuối cùng trong Cortes. Mặc dù các tướng lãnh Quốc gia đã ở trong giai đoạn cuối chuẩn bị cuộc nổi loạn, sự kiện Calvo Sotelo bị giết được người ta xem là tác nhân trực tiếp cho những gì xảy ra sau đó.

## Chiến tranh bùng nổ

### Quân đội nổi loạn
Ngày 17 tháng 7 năm 1936, cuộc nổi loạn của những người theo chủ nghĩa bảo thủ và quốc gia bùng nổ, bắt đầu từ tín hiệu được lặp đi lặp lại từ đài phát thanh "Trời quang đãng trên toàn Tây Ban Nha". Ông Casares Quiroga, người kế nhiệm thủ tướng Azaña, trong những tuần trước đó đã phát lưu các thủ lĩnh quân đội bị nghi ngờ tiến hành âm mưu lật đổ nền Cộng hòa, trong đó có cả Tướng Manuel Goded y Llopis và Tướng Francisco Franco, lần lượt đến các quần đảo Balearic và quần đảo Canary. Cả hai viên tướng nhanh chóng giành quyền kiểm soát các quần đảo này. Nhân viên phản gián thuộc MI6 của Anh, Đại tá Hugh Pollard, sau đó lái máy bay đưa Franco tới lãnh thổ Maroc thuộc Tây Ban Nha để gặp Juan March Ordinas, nơi Quân đội theo phe Quốc gia tại Phi châu cướp chính quyền mà hầu như không gặp sự kháng đối nào.

### Chính phủ phản ứng
Cuộc nổi loạn theo dự kiến sẽ là một cuộc đảo chính chóng vánh, nhưng thực tế thì điều này không thực hiện được; ngược lại, Chính phủ cũng chỉ kiểm soát được một phần đất nước. Trong giai đoạn đầu, phe nổi loạn không giành được một thành phố quan trọng nào cả, tại Madrid họ bị vây hãm trong doanh trại Montaña. Doanh trại này thất thủ ngày hôm sau với rất nhiều máu đổ. Tại Barcelona, những người theo chủ nghĩa vô chính phủ tự vũ trang và đánh bại quân nổi loạn. Tướng Goded, vừa đặt chân xuống từ quần đảo Balearic, liền bị bắt sống và xử tử sau đó. Những người vô chính phủ tiếp tục kiểm soát Barcelona và phần lớn vùng nông thôn quanh Aragon và Catalan trong nhiều tháng tiếp theo. Phe Cộng hòa vẫn giữ được Valencia và kiểm soát hầu hết vùng duyên hải phía đông Tây Ban Nha và khu vực trung ương bao quanh Madrid. Ngoại trừ Asturias, Cantabria và một phần lãnh thổ tự trị xứ Basque, phe Quốc gia chiếm phần lớn lãnh thổ phía bắc và tây bắc Tây Ban Nha, cũng như một phần phía nam của miền trung và tây Andalusia, bao gồm cả Seville.

## Lực lượng tham chiến

### Phe Cộng hòa

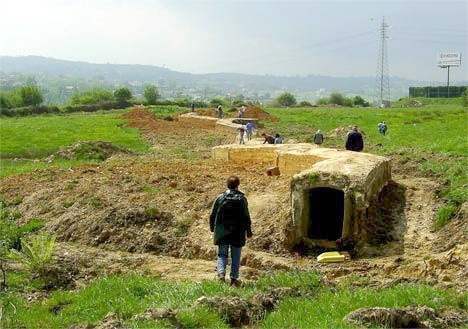
Kiến trúc quân sự trong cuộc Nội chiến Tây Ban Nha. Các cuộc nghiên cứu khảo cổ tại Oviedo, Asturias. Bunker của phe Cộng hoà được xây dựng năm 1937 khi thành phố bị bao vây.

Những người Cộng hòa nhận vũ khí và quân tình nguyện từ Liên Xô, Mê hi cô, phong trào Xã hội thế giới, Lữ đoàn Quốc tế, và thậm chí Lữ đoàn Abraham Lincoln quân tình nguyện Hoa Kỳ. Những người Cộng hòa bao gồm từ những người trung dung ủng hộ một chính phủ dân chủ tự do tư bản, đến những người cách mạng theo chủ nghĩa vô chính phủ và cộng sản thuộc cả hai phe Đệ Tam Quốc tế và Đệ Tứ Quốc tế; thành trì sức mạnh của họ dựa vào những người theo chủ nghĩa thế tục và dân chúng thành thị, nhưng cũng bao gồm nông dân nghèo không có ruộng đất, và họ đặc biệt mạnh mẽ tại các vùng công nghiệp như Asturias và Catalonia.
Những người Basque bảo thủ, nhiệt thành Công giáo La Mã, cùng với xứ Catalonia và Galicia, muốn được tự trị, hoặc thậm chí độc lập từ chính phủ trung ương Tây Ban Nha. Khả năng này được chính phủ Cộng hòa để ngỏ.

### Phe Quốc gia
Những người Quốc gia phản đối các phong trào ly khai kể trên. Phe Quốc gia dựa vào tầng lớp dân cư sung túc hơn, bảo thủ hơn theo Công giáo, những người bảo hoàng, trung dung, chủ đất và những người ủng hộ chủ nghĩa phát-xít, những người muốn có một chính phủ tập quyền. Nước Đức và Ý Quốc xã, cũng như phần lớn các linh mục Công giáo La Mã ủng hộ phe Quốc gia, còn chính phủ Bồ Đào Nha cung cấp hậu cần. Có 740 người Ireland chiến đấu cho phe Quốc gia, và là quốc gia duy nhất mà số người tình nguyện chiến đấu cho phe Franco đông hơn số người tình nguyện chiến đấu chống lại Franco. Mặc cho tuyên bố của chính phủ Ireland rằng việc tham chiến là bất hợp pháp, 700 người theo Eoin O'Duffy, (gọi là những người "áo xanh") đến Tây Ban Nha để chiến đấu cho phe của Franco, trong khi chừng 250 người Ireland khác chiến đấu cho phe Cộng hòa. Tuy nhiên khi đến Tây Ban Nha, nhóm quân Ireland này từ chối chiến đấu chống lại người Basque, vì họ nhìn thấy sự tương đồng trong cuộc chiến đấu tranh giành độc lập của họ và khát vọng tự do của người xứ Basque. Họ cho rằng nhiệm vụ của họ ở Tây Ban Nha là chống lại chủ nghĩa cộng sản, chứ không phải bảo vệ sự toàn vẹn lãnh thổ cho Tây Ban Nha. Những người của Eoin O'Duffy's rất hiếm khi tham chiến ở Tây Ban Nha, và cuối cùng bị Franco gửi trở lại Ireland sau một vụ bị binh lính Tây Ban Nha thuộc phe Quốc gia bắn nhầm.

### Các phe nhóm tham chiến khác
Những thành phần tham gia tích cực trong cuộc chiến bao gồm tất thảy các lập trường chính trị và ý thức hệ lúc bấy giờ. Trong phe Quốc gia có cả những người Carlismo và bảo hoàng chính thống, những người dân tộc chủ nghĩa Tây Ban Nha, thành viên phát-xit thuộc đảng Falange, người theo đạo Công giáo, và hầu hết những người bảo thủ và người bảo hoàng có khuynh hướng tự do. Trong phe Cộng hòa có người dân tộc chủ nghĩa xứ Basque, dân tộc chủ nghĩa xứ Catalan, người theo chủ nghĩa xã hội, chủ nghĩa cộng sản, chủ nghĩa tự do và chủ nghĩa vô chính phủ. 
Theo một góc nhìn khác, phe Quốc gia bao gồm đại bộ phận giới tăng lữ Thiên chúa giáo và những người theo đạo Thiên chúa (ngoài xứ Basque), những nhân vật quan trọng trong quân đội, phần lớn giới đại lãnh chúa và rất nhiều thương gia. Phe Cộng hòa bao gồm phần lớn công nhân thành thị, phần lớn nông dân và đa phần tầng lớp trung lưu trí thức, đặc biệt là những người không làm nghề buôn bán.

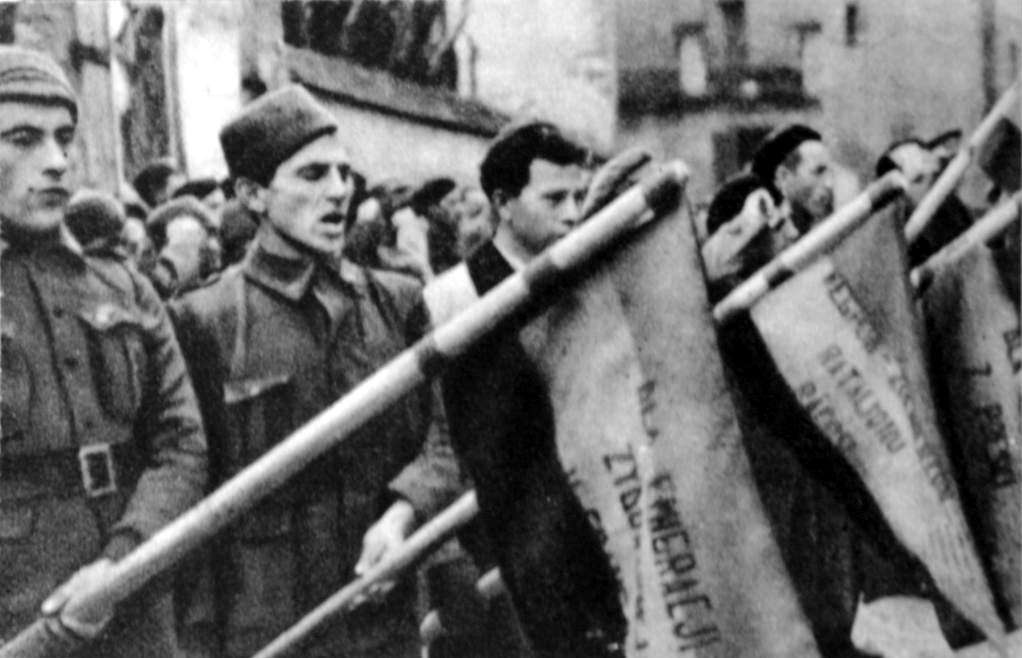
Quân tình nguyện Ba Lan trong Lữ đoàn Quốc tế.

Tướng bảo hoàng José Sanjurjo trên danh nghĩa là thủ lĩnh phe nổi loạn, tướng Emilio Mola là tham mưu trưởng và là nhân vật số hai. Mola bắt đầu tích cực vạch kế hoạch đảo chính từ mùa xuân, nhưng tướng Francisco Franco do dự cho tới tận đâu tháng 7, khiến cho những người đồng mưu gọi ông ta là "Hoa hậu quần đảo Canary năm 1936". Franco là một nhân vật chủ chốt vì có uy tín, nguyên là hiệu trưởng trường võ bị, và là người dập tắt cuộc nổi loạn năm 1934 của những người Xã hội. Được cảnh báo về âm mưu đảo chính sắp sửa nổ ra, những người cánh tả lập chốt chặn trên đường phố từ ngày 17 tháng 7. Franco phải tránh bị bắt bằng cách đi trên một chiếc tàu kéo để đến được sân bay. Từ đó, ông bay đến Maroc và nắm quyền chỉ huy đạo quân thuộc địa thiện chiến. Sanjurjo bị chết trong một tai nạn máy bay ngày 10 tháng 7, trên thực tế tướng Mola ở phía bắc và tướng Franco ở phía nam cùng nắm quyền chỉ huy. Franco được chọn làm tổng chỉ huy sau cuộc họp của các tướng lĩnh cao cấp tại Salamanca ngày 21 tháng 9. Khi đó ông ta có chức vụ cao hơn tướng Mola, đồng thời Đạo quân châu Phi đã tỏ rõ sự ưu việt của nó.
Một trong những nguyên nhân chính yếu mà phe Quốc gia viện vào là chống lại tư tưởng bài tăng lữ của nhà nước Cộng hòa, và bảo vệ Giáo hội Công giáo La Mã, vốn là mục tiêu của nhiều cuộc tấn công, và bị nhiều người theo phe Cộng hòa đổ cho là nguyên nhân nhiều tệ nạn của xã hội. Thậm chí ngay từ trước khi chiến tranh bùng nổ, nhiều cơ sở tôn giáo đã bị đốt phá mà nhà chức trách thuộc phe Cộng hòa không hề can thiệp để ngăn chặn. Nhiều cơ sở khác bị chuyển thành trụ sở Ủy ban nhân dân, như một phần của cuộc cách mạng xã hội. Tương tự như vậy, nhiều cuộc tàn sát giới linh mục Công giáo do phe Cộng hòa thực hiện cũng diễn ra. Binh lính người Hồi giáo Maroc của Franco vốn rất sùng đạo cho rằng những hành động đó là không thể chấp nhận được, và đa phần chiến đấu trung thành, thường là dữ dội cho phe Quốc gia. Điều 24 và 26 Hiến pháp Cộng hòa Tây Ban Nha cấm dòng tu Jesuits, làm nhiều người Quốc gia cảm thấy bị xúc phạm nặng nề. Sau khi cuộc đảo chính của phe Quốc gia nổ ra, người ta trút giận vào nhà thờ và vai trò của nó trong hệ thống chính trị Tây Ban Nha. Tuy nhiên những người xứ Basque dù hầu hết theo Thiên chúa giáo vẫn đứng về phe Cộng hòa. Giáo hoàng John Paul II sau này phong thánh cho hàng trăm người bị sát hại chỉ vì họ là linh mục hoặc là nữ tu sĩ. Hơn 600 nhân vật tôn giáo và giới giáo sĩ bị sát hại. 
Những người ủng hộ phe Cộng hòa tuyên bố cuộc chiến là sự đọ sức giữa "bạo quyền và dân chủ", giữa "chủ nghĩa phát xít và tự do", và rất nhiều thanh niên nước ngoài, những người theo đuổi cải cách và những người cách mạng gia nhập Lữ đoàn quốc tế, tin tưởng rằng Cộng hòa Tây Ban Nha là tuyến đầu cuộc chiến chống lại chủ nghĩa phát xít. Những người theo phe Franco ngược lại, tuyên bố đây là cuộc chiến chống lại đám "rợ đỏ" theo chủ nghĩa cộng sản và chủ nghĩa vô chính phủ của văn minh Thiên chúa giáo. Họ cũng tuyên bố họ chiến đấu để bảo vệ Thể chế, để mang lại an ninh và đường hướng cho một xã hội bất trị và vô luật pháp.
Phe Cộng hòa cũng có sự chia rẽ: những người cánh tả và những người bảo thủ có nhiều tư tưởng trái ngược nhau. Cortes (Quốc hội Tây Ban Nha) bao gồm 16 đảng phái vào năm 1931. Khi Catalonia và xứ Basque được trao quyền tự trị năm 1932, một cuộc đảo chính của những người dân tộc chủ nghĩa nổ ra, nhưng bị thất bại. Một cuộc nổi dậy của những người vô chính phủ khiến cho hàng trăm người theo chủ nghĩa này bị tàn sát. Ngoài những sự chống đối đó, hàng xuất cảng của Tây Ban Nha sụt giảm tới 75% trong khoảng những năm 1931 tới 1942. Như vậy, cuộc cải cách nông nghiệp không mang lại lợi ích gì cho những giai cấp cùng khổ. Những khó khăn kinh tế nói chung ngăn cản chính phủ Cộng hòa thực hiện những chương trình mang tính tích cực trong thời gian cầm quyền.

## Sự can thiệp của nước ngoài

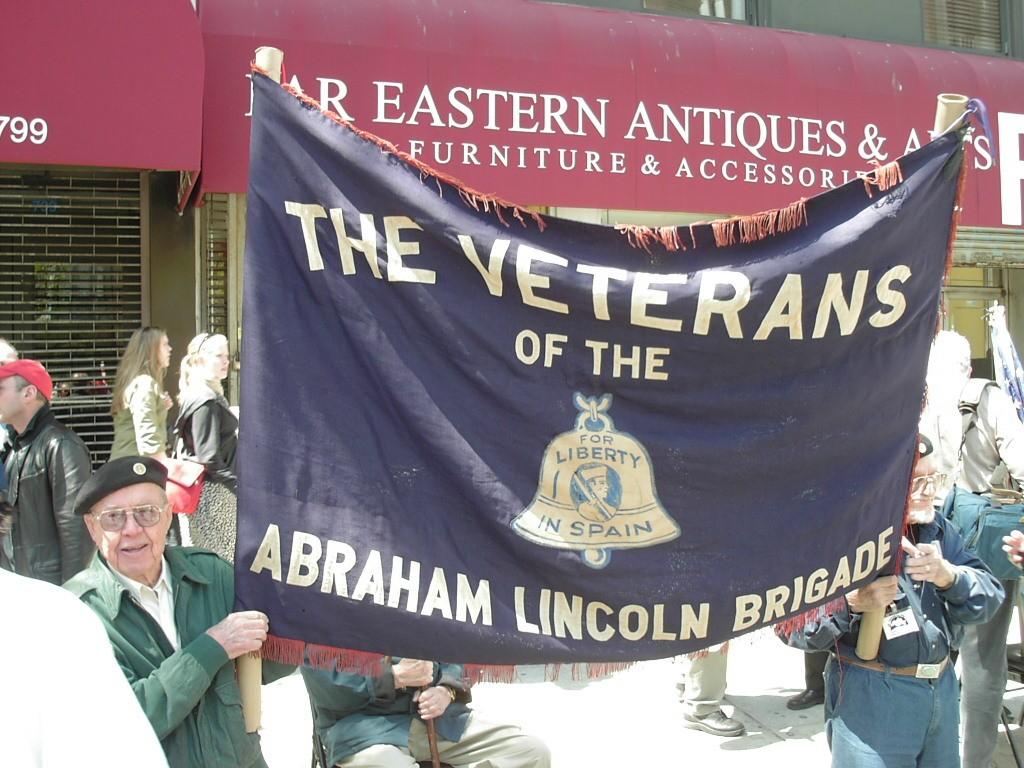
Quân tình nguyện từ Hoa Kỳ chiến đấu trong Lữ đoàn Abraham Lincoln.

Trong cuộc nội chiến, một số lớn người nước ngoài đã trực tiếp tham gia chiến đấu hoặc làm nhiệm vụ cố vấn. Các chính phủ ngoại quốc viện trợ một số lớn hỗ trợ tài chính và quân sự cho lực lượng của Đại tướng quân Francisco Franco và những người chiến đấu cho nến Cộng hòa. 
Nước Đức phát xít và nước Ý của Adolf Hitler và Benito Mussolini gửi binh lính, máy bay, xe tăng và các loại vũ khí khác cho phe Franco. Chính phủ Ý gửi "Quân đoàn tình nguyện"-CTV, còn Đức gửi Binh đoàn Condor (Condor Legion). Chính phủ Liên Xô chủ yếu cung cấp viện trợ khí tài cho lực lượng Cộng hòa, và được chính phủ Cộng hòa trả bằng vàng dự trữ của ngân khố quốc gia. Tuy chỉ có chừng 700 người, những "quân tình nguyện Liên Xô" đa phần là các phi công máy bay, hoặc lái xe tăng được bán cho quân đội Cộng hòa. 
Những chiến sĩ của các Lữ đoàn quốc tế chiếm phần lớn nhất trong số các chiến sĩ quốc tế chiến đấu cho chính quyền Cộng hòa. Chừng 30.000 người được cho là đến từ 53 quốc gia khác nhau chiến đấu trong các lữ đoàn quốc tế.

## Phe ôn hòa ở Tây Ban Nha
Trong những năm 1930, Tây Ban Nha cũng trở thành tâm điểm của các tổ chức yêu hòa bình, bao gồm Hiệp hội hòa giải, Liên minh chống chiến tranh, và Những người chống chiến tranh quốc tế, mà chủ tịch là thủ tướng Anh và lãnh tụ đảng Lao động George Lansbury. 
Với sự quan tâm tập trung vào hành động của chính phủ và phản ứng quân sự để đối phó với tình hình bạo lực ghê gớm đang diễn ra khi đó, những nhà sử học, nhà văn, nhà báo và nhà làm phim hầu như đều tập trung sự quan tâm vào cỗ máy chính trị khổng lồ đang hoạt động, mà phần nhiều sao nhãng rất nhiều các phong trào phi chính phủ và các phong trào bình dân, sau này được gọi là 'insumisos' ('những người phản kháng', tức là những người chống đối vì lương tâm), những người biện hộ và đấu tranh cho các chiến lược bất bạo động.
Những người Tây Ban Nha theo chủ nghĩa hòa bình nổi bật nhất như Amparo Poch y Gascón và José Brocca ủng hộ những người Cộng hòa. Nhà văn Mỹ Scott H. Bennett đã chỉ ra: 'chủ nghĩa hòa bình' ở Tây Ban Nha nhất định không thể bị đánh đồng với 'chủ nghĩa yếm thế', những công việc nguy hiểm cũng như những hy sinh của những nhà hoạt động và lãnh đạo phong trào hòa bình như Poch và Brocca cho thấy: "lòng dũng cảm của những người yêu hòa bình cũng không hề kém anh dũng hơn sự dũng cảm của người chiến sĩ " (Bennett, 2003: 67–68). Brocca lý luận rằng những người yêu hòa bình Tây Ban Nha không có sự lựa chọn nào khác hơn là đứng lên chống lại chủ nghĩa phát xít. Ông thực hiện việc này bằng cách tổ chức nhiều hoạt động khác nhau, bao gồm tổ chức những người làm nông nghiệp để duy trì nguồn cung cấp thực phẩm, và tổ chức các hoạt động nhân đạo cứu trợ người tỵ nạn chiến tranh.

## Tội ác trong cuộc chiến
Những hành động tàn bạo đã được thực hiện ở cả hai phía trong cuộc chiến. Việc sử dụng hành động khủng bố chống thường dân là điềm báo trước của điều sẽ xảy ra trong Thế chiến II.

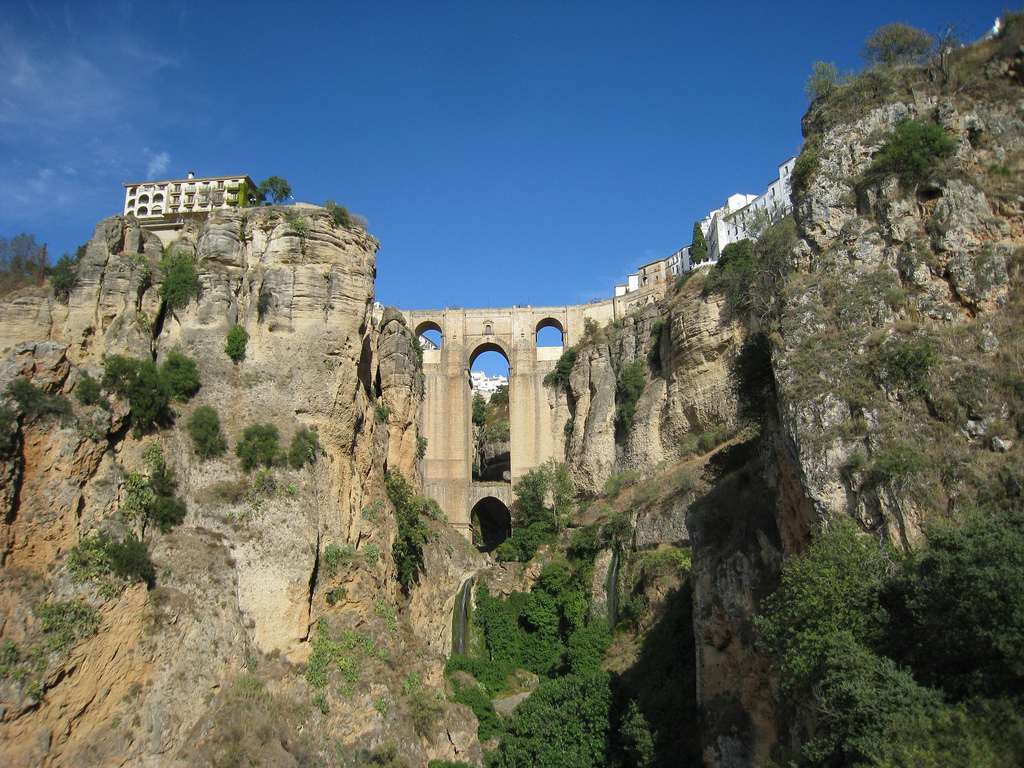
Puente Nuevo, cây cầu nối 2 phần của thành phố Ronda tại Tây Ban Nha. Phía sau cửa sổ gần trung tâm của cây cầu là một gian nhà tù. Có những lời đồn rằng trong cuộc Nội chiến những người theo phe Quốc gia đã ném những người ủng hộ phe Cộng hoà xuống dưới hẻm núi El Tajo. Mặt khác, chính quyền xác nhận những hành động tàn bạo của những người Cộng hoà chống lại những người Quốc gia tại Ronda. "Vì thế trong tiểu thuyết Chuông nguyện hồn ai của Ernest Hemingway miêu tả về việc cư dân của một pueblo nhỏ đầu tiên đã đánh tất cả các thành viên nam giới của đảng phát xít bằng những chiếc đập lúa nặng và sau đó ném họ qua vách núi như thế nào gần với những điều thực tế xảy ra tại vùng núi Andalusian đẹp đẽ thuộc thị trấn Ronda. Tại đây 512 người đã bị giết hại trong tháng đầu tiên của cuộc chiến."

Phe Quốc gia rất thường sử dụng những hành động này và lệnh thường được các chính quyền đưa ra nhằm trừ bỏ bất kỳ dấu hiệu nào của cánh tả ở Tây Ban Nha và thỉnh thoảng do cả các nhóm cực đoan tiến hành trong những tuần lễ đầu tiên của cuộc chiến. Những hành động này gồm ném bom các thành phố bên trong lãnh thổ phe Cộng hoà, chủ yếu do các phi công tự nguyện thuộc Lữ đoàn Thần ưng của Luftwaffe và Corpo Truppe Volontarie thuộc Không quân Italia thực hiện (Madrid, Barcelona, Valencia, Guernica, và các thành phố khác), việc hành quyết giáo viên (vì những nỗ lực của phe Cộng hoà nhằm truyền bá chính sách phi giáo hội và loại bỏ Nhà thờ khỏi hệ thống giáo dục, và việc đóng cửa các trường tôn giáo bị phe Quốc gia coi là sự tấn công vào Nhà thờ), việc hành quyết các cá nhân bởi những lời buộc tội chống tăng lữ, những cuộc giết người hàng loạt ở các thành phố họ chiếm đóng, việc hành quyết những người không vừa ý họ (gồm cả những người không phải chiến binh như các thành viên liên đoàn thương mại và những người bị cho là có cảm tình với phe Cộng hoà)....
Những hành động tàn bạo thuộc phe Cộng hoà tiến hành chống lại những người bị cho là ủng hộ nổi loạn, gồm cả giới quý tộc, cựu chủ đất, nông dân giàu, những nhà công nghiệp, những công nhân phi xã hội và Nhà thờ được những người bên phe Quốc gia gọi bằng thuật ngữ khủng bố đỏ. Những cuộc tấn công của phe Cộng hoà vào Nhà thờ Cơ đốc giáo, liên kết mạnh mẽ với sự ủng hộ cho nền quân chủ cũ và định chế vương triều, gây rất nhiều tranh cãi. 
Gần 7.000 linh mục, tu sĩ đã bị giết hại và các nhà thờ, tu viện đã bị tấn công (xem Những người Tử vì đạo trong cuộc Nội chiến Tây Ban Nha). 13 giám mục, 4184 linh mục giáo khu, 2365 linh mục, tu sĩ (trong số họ có 114 Jesuit) và 283 nữ tu đã bị giết hại, và có nhiều lời tường thuật chưa được kiểm chứng về những tín đồ Cơ đốc giáo bị buộc phải nuốt các viên tràng hạt, những linh mục, tu sĩ bị buộc phải đào mồ của chính họ trước khi bị chôn sống.
Các hành động đàn áp khác từ phía phe Cộng hoà do các phe phái riêng biệt như Stalinist NKVD (cảnh sát mật Xô viết) tiến hành. Cần lưu ý những tội ác do NKVD tiến hành diễn ra không chỉ chống lại những người thuộc phe Quốc gia mà còn cả với những người không có cùng lý tưởng, thậm chí khi họ đang chiến đấu cho phe Cộng hoà. Ngoài ra nhiều lãnh đạo phe Cộng hoà, như Lluís Companys, chủ tịch Generalitat de Catalunya, chính phủ tự trị của Catalonia, trung thành với nền Cộng hoà, đã tiến hành nhiều hành động trung gian trong những vụ hành các linh mục tu sĩ .

## Diễn biến

### Cuộc chiến: năm 1936

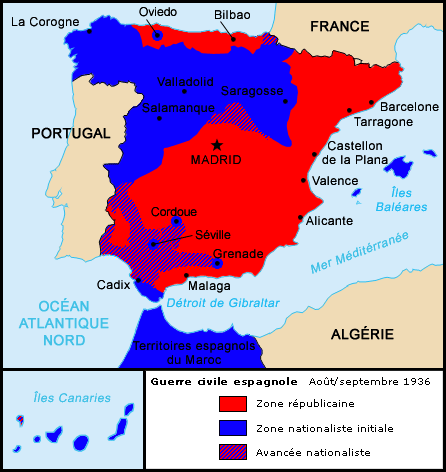
Situation of the fronts in August 1936.

Trong những ngày đầu của cuộc nội chiến, hơn 50.000 người bị mắc kẹt ở "bên kia" chiến tuyến bị ám sát hoặc hành quyết hàng loạt. Số nạn nhân có lẽ ngang bằng ở cả hai phe. Trong những paseos ("cuộc đi dạo"), như những cuộc hành quyết được gọi khi đó, những nạn nhân bị đưa khỏi nơi trú ẩn, hoặc nhà giam bởi những người có vũ trang và bị bắn chết bên ngoài thành phố. Các xác chết bị bỏ mặc, hoặc vứt vào các hố đào bởi chính những nạn nhân. Lực lượng cảnh sát địa phương chỉ đơn thuần ghi nhận sự xuất hiện của những xác chết. Có lẽ một trong những nạn nhân nổi tiếng nhất là nhà thơ và nhà soạn kịch Federico García Lorca. Chiến tranh bùng nổ cũng là cơ hội để thanh toán nợ nần và những mối thù lâu năm. Sự việc này trở nên phổ biến trong suốt cuộc chiến ở các khu vực bị chiếm đóng. Trong phần lớn các vùng, thậm chí trong cùng một làng, cả hai phe thực hiện các vụ ám sát lẫn nhau.
Mọi hy vọng chấm dứt nhanh chóng cuộc chiến tan vỡ vào ngày thứ năm của cuộc nổi loạn, ngày 21 tháng 7, khi lực lượng Quốc gia chiếm căn cứ hải quân chính của Tây Ban Nha tại Ferrol, tây bắc Tây Ban Nha. Sự kiện này khuyến khích các quốc gia phát-xít châu Âu hỗ trợ Franco, bản thân Franco đã liên lạc với chính phủ Đức và Ý một ngày trước đó. Ngày 26 tháng 6, các quốc gia Phe Trục tương lai chính thức ngả về phe Quốc gia. Ngày 5 tháng 10, đội quân dưới quyền Đại tá Alfonso Beorlegui Canet, được lệnh của tướng Emilio Mola chỉ huy lực lượng nổi loạn ở phía bắc Tây Ban Nha, đánh chiếm Irún và đóng cửa biên giới với Pháp, và như vậy đã cô lập các tỉnh theo phe Cộng hòa ở phía bắc Tây Ban Nha. Ở phía nam, lực lượng Quốc gia dưới quyền của Franco đánh thắng một trận lớn vào ngày 27 tháng 9 khi họ giải vây thành Alcázar ở Toledo. 
Đơn vị đồn trú dưới quyền Đại tá Moscardo cố thủ Alcázar ở trung tâm thành phố ngay từ những ngày đầu của cuộc nổi loạn, kháng cự trong hàng tháng chống lại hàng ngàn quân Cộng hòa vây kín khu doanh trại đơn độc. Việc phe Cộng hòa không thể đánh chiếm được Alcázar là một đòn giáng mạnh vào uy tín của họ, vì họ không thể bào chữa được việc họ chiếm ưu thế tuyệt đối về quân số tại đó. Hai ngày sau khi giải vây Alcázar, Franco tự phong là Generalísimo (Đại tướng quân) và Caudillo ("Thủ lĩnh") trong khi buộc các phe phái Falangist khác nhau và các lực lượng Bảo hoàng thống nhất dưới sự lãnh đạo của phe Quốc gia. Tháng 10, lực lượng Quốc gia tiến hành chiến dịch tấng công lớn về phía Madrid, và tới đầu tháng 11 đã tiến với ngoại vi thành phố rồi mở cuộc tổng công kích vào Madrid ngày 8 tháng 11. Chính phủ Cộng hòa buộc phải sơ tán khỏi Madrid về Valencia, khỏi khu vực chiến sự ngày 6 tháng 11. Tuy nhiên, cuộc tấn công của phe Quốc gia vào thủ đô bị đẩy lùi sau một cuộc kịch chiến diễn ra suốt từ ngày 8 đến ngày 23 tháng 11. Phe Cộng hòa giành được thắng lợi trong trận phòng thủ Madrid một phần nhờ vào sự tiếp viện kịp thời của lực lượng Lữ đoàn quốc tế, dù rằng họ chỉ có chỉ chừng 3.000 người tham chiến. Thất bại trong nỗ lực đánh chiếm thủ đô, Franco cho ném bom thành phố, và trong vòng hai năm tiếp đó, mở nhiều chiến dịch tấn công nhằm vây kín Madrid. 
Tới ngày 18 tháng 11, nước Đức và Ý chính thức công nhận chính quyền của Franco, và tới 23 tháng 12, Ý gửi "quân tình nguyện" đến chiến đấu cho phe Quốc gia.

### Cuộc chiến: năm 1937

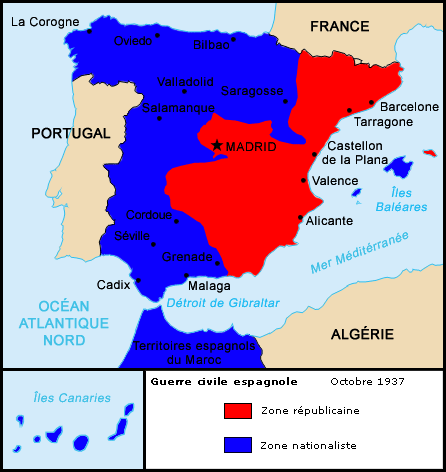
Tình hình mặt trận tháng 10 năm 1937.

Được tăng cường binh lực bởi quân Ý và quân thuộc địa Tây Ban Nha từ Maroc, Franco định đánh chiếm Madrid một lần nữa khoảng tháng 1 và tháng 2 năm 1937, nhưng lại thất bại.
Ngày 21 tháng 2, lệnh cấm "quân tình nguyện" của Ủy ban Chống can thiệp thuộc Hội Quốc Liên bắt đầu có hiệu lực. Tới ngày 8 tháng 2, quân Quốc gia thắng lớn trong trận Málaga và chiếm được Málaga. Ngày 7 tháng 2, Binh đoàn Condor của Đức, được trang bị máy bay Heinkel He 51 đặt chân lên Tây Ban Nha; tới 26 tháng 4 quân Đức ném bom thị trấn Guernica thuộc xứ Basque; hai ngày sau, quân của Franco tiến chiếm thị trấn. 
Sau khi Guernica thất thủ, quân chính phủ Cộng hòa bắt đầu đánh lại quân địch ngày một quyết liệt. Tháng 7, họ tổ chức tấn công để tái chiếm Segovia, buộc Franco phải rút bớt quân từ mặt trận Madrid để ngăn bước tiến của quân Cộng hòa. Tướng Mola, chỉ huy phó của Franco, bị chết ngày 3 tháng 6 trong một tai nạn máy bay, rồi tới đầu tháng 7, bất kể việc Bilbao thất thủ trong tháng 6, quân chính phủ mở cuộc phản công mạnh mẽ ở Madrid, khiến quân Quốc gia phải hết sức vất vả mới đẩy lùi được. Trận chiến này được gọi là "Trận Brunete" (Brunete là một thị trấn thuộc tỉnh Madrid).
Tiếp đó, Franco giành lại quyền chủ động, tiến công Aragon trong tháng 8 và chiếm thành phố Santander (nay thuộc Cantabria). Sau hai tháng giao tranh khốc liệt, dù người Asturia kháng cự quyết liệt, Gijón (nay thuộc Asturias) thất thủ cuối tháng 10, trên thực tế chấm dứt chiến sự ở miền bắc.
Cùng thời gian, ngày 28 tháng 8, Vatican công nhận chính phủ Franco, rồi tới cuối tháng 11, khi quân Quốc gia tiến về Valencia, chính phủ Cộng hòa lại phải di chuyển, lần này về Barcelona.

### Cuộc chiến: năm 1938

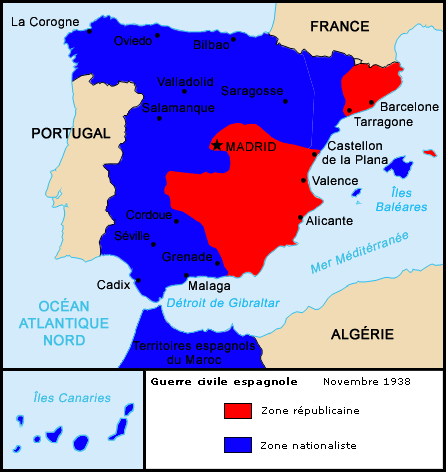
Tình hình mặt trận tháng 11 năm 1938.

Trận Teruel là một cuộc đối đầu quan trọng giữa những người Cộng hòa và Quốc gia. Thành phố nằm trong tay phe Quốc gia khi trận đánh nổ ra, nhưng phe Cộng hòa chiếm thành phố vào tháng 1. Phe Quốc gia mở cuộc tấn công và chiếm lại thành phố vào ngày 22 tháng 2. Ngày 14 tháng 4, quân Quốc gia phá vỡ tuyến phòng thủ của quân Cộng hòa tiến ra đến biển Địa Trung Hải, cắt rời phần lãnh thổ kiểm soát bởi chính phủ ra làm đôi. Phía chính phủ kêu gọi ngưng chiến để cứu vãn hòa bình, nhưng Franco yêu sách chính phủ đầu hàng vô điều kiện, nên cuộc chiến tiếp diễn. 
Quân chính phủ tổ chức tổng lực phản công nhằm tái liên kết các vùng lãnh thổ trong trận chiến Ebro, mở màn ngày 24 tháng 7 và kéo dài tới tận 26 tháng 11. Chiến dịch không thành công về mặt quân sự, và bị phá hoại bởi chính sách thỏa hiệp của Anh và Pháp với Hitler tại Munich. Sự nhượng bộ của Anh - Pháp trong vấn đề Tiệp khắc tiêu hủy tinh thần chiến đấu còn sót lại của phe Cộng hòa với hy vọng thành lập liên minh chống phát-xít của các cường quốc Âu châu. Cuộc rút lui từ Ebro gần như quyết định kết cục cuộc chiến. Khi chỉ còn 8 ngày là tới năm mới, Franco giáng trả bằng cách tung những đạo quân lớn tiến chiếm Catalonia.

### Cuộc chiến: năm 1939

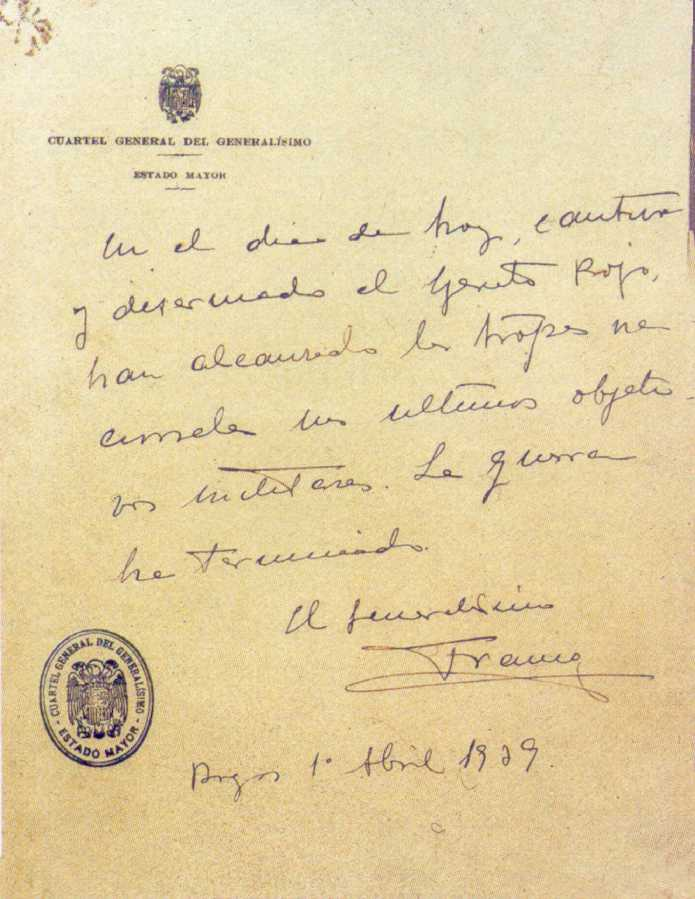
Franco tuyên bố chiến tranh chấm dứt. Tuy nhiên các nhóm kháng chiến nhỏ vẫn tiếp tục kháng cự

Quân Quốc gia đánh chiếm tỉnh Catalonia như chẻ tre trong hai tháng đầu năm 1939. Tarragona thất thủ vào ngày 14 tháng 1, tiếp đó là Barcelona vào ngày 26 tháng 1, rồi Girona ngày 5 tháng 2. Năm ngày sau khi Girona thất thủ, những ổ kháng cự cuối cùng ở Catalonia bị đập tan. 
Ngày 27 tháng 2, chính phủ Liên hiệp Anh và Pháp công nhận chính quyền Franco.
Chỉ còn lại Madrid và một vài căn cứ của phe cộng hòa là còn nằm trong tay quân chính phủ. Ngày 28 tháng 3, được sự hỗ trợ của lực lượng nội ứng cho Franco trong thành phố, ("đạo quân thứ năm" như tướng Mola đề cập đến trong buổi phát thanh tuyên truyền năm 1936), Madrid rơi vào tay quân Quốc gia. Ngày tiếp theo, Valencia, sau khi cầm cự suốt gần 2 năm dưới họng súng phe Quốc gia, cũng phải đầu hàng. Phe Quốc gia tuyên bố chiến thắng vào ngày 1 tháng 4, khi các toán quân cuối cùng của phe Cộng hòa hạ vũ khí đầu hàng. 
Sau cuộc nội chiến, Franco tiến hành trả đũa những người chống đối cũ hết sức nghiệt ngã, hàng ngàn người Cộng hòa bị cầm tù, khoảng 10.000 đến 28.000 người bị hành quyết, theo các số liệu ước lượng khiêm tốn nhất. Người ta cho rằng thậm chí số người bị giết lên đến từ 50.000 đến 200.000 người, thời điểm này được ghi lại như la Feroz Matanza (cuộc Tàn sát Khủng khiếp). Rất nhiều người khác bị đưa đi lao động khổ sai, xây đường sắt, tát cạn đầm lầy, đào kênh (La Corchuela, kênh đào Bajo Guadalquivir), xây dựng đài tưởng niệm Valle de los Caídos,... Hàng trăm ngàn người Cộng hòa phải rời bỏ tổ quốc, đặc biệt là chạy sang Pháp và México. 
Phía bên kia dãy núi Pyrenees, những người tị nạn bị cầm cố trong các khu trại tập trung ở Pháp, như các trại Gurs hoặc Vernet, nơi 12.000 người Cộng hòa phải sống trong các dãy nhà dơ dáy, nghèo khổ (đa số là binh sĩ thuộc Sư đoàn Durruti ). Chừng 17.000 người tị nạn sống trong các khu nhà ở trại Gurs bị phân làm bốn loại (Brigadist - binh sĩ thuộc các Lữ đoàn Quốc tế, phi công, Gudari - binh sĩ từ xứ Basque và thường dân 'Tây Ban Nha'). Những người Gudaris (xứ Basques) và các phi công dễ dàng tìm được những người bảo trợ địa phương cũng như việc làm, được phép rời trại, nhưng nông dân và thường dân, những người không có thân nhân ở Pháp, bị buộc phải trở lại Tây Ban Nha, theo thỏa thuận giữa chính quyền Đệ tam Cộng hòa Pháp và chính phủ Franco. Phần lớn người tị nạn chấp nhận quay trở lại Tây Ban Nha, và bị giao cho nhà chức trách Tây Ban Nha tại Irún. Từ đó họ được chuyển đến trại Miranda de Ebro để "thanh lọc" theo Luật Trách nhiệm Chính trị.
Với tuyên bố của Thống chế Pétain của chính phủ Vichy, những người tị nạn trở thành tù nhân chính trị, và cảnh sát Pháp tìm cách bố ráp những người đã được trả tự do khỏi trại. Cùng với những thành phần "gây rắc rối", họ bị thuyên chuyển đến trại giam Drancy trước khi bị trục xuất sang nước Đức Quốc xã. Chừng 5.000 người Tây Ban Nha đã chết trong trại tập trung Mauthausen . Nhà thơ người Chile Pablo Neruda, người được Tổng thống Chile Pedro Aguirre Cerda phong làm lãnh sự di dân đặc biệt ở Paris, được giao nhiệm vụ mà sau này ông gọi là "nhiệm vụ cao cả nhất mà tôi đã từng gánh vác": dùng tàu thủy chuyển hơn 2.000 người tị nạn Tây Ban Nha, những người đang phải sống trong các khu trại tồi tàn ở Pháp, đến Chile trên chiếc tàu chở hàng cũ mang tên Winnipeg.
Dù chiến tranh đã chính thức chấm dứt, chiến tranh du kích vẫn tiếp tục diễn ra đây đó, cho tới tận những năm 1950, cho tới khi chính quyền dần dần đàn áp và tiêu diệt hết những nhóm kháng chiến. Năm 1944, một nhóm cựu binh Cộng hòa, những người đã chiến đấu trong hàng ngũ kháng chiến Pháp chống lại quân Quốc xã, đánh chiếm Val d'Aran ở tây bắc tỉnh Catalonia, nhưng họ bị nhanh chóng đánh bại.

## Cách mạng Xã hội
Tại những vùng do phe vô chính phủ kiểm soát, Aragon và Catalonia, ngoài thắng lợi quân sự tạm thời, còn có một cuộc cách mạng xã hội rộng lớn trong đó những người công nhân và nông dân đã tập thể hoá đất đai và công nghiệp, và lập ra các hội đồng song song với chính phủ Cộng hoà bị tê liệt. Cuộc cách mạng này bị cả những người cộng sản được Liên Xô ủng hộ, những người luôn tuân theo mệnh lệnh từ bộ chính trị của Stalin (vốn sợ mất quyền kiểm soát), và những người Cộng hoà Dân chủ Xã hội (những người lo lắng về sự biến mất của các quyền sở hữu cá nhân), phản đối. Các hợp tác xã nông nghiệp đã đạt được thành công lớn dù có sự phản đối và thiếu hụt các nguồn tài nguyên, khi Franco đã chiếm nhiều vùng đất với những tài nguyên thiên nhiên giàu có nhất. 
Sau khi chiến tranh mở rộng, chính phủ và những người cộng sản đã tiếp cận được nguồn cung cấp vũ khí của Xô viết và tái lập quyền kiểm soát của chính phủ với cuộc chiến, bằng cả ngoại giao và vũ lực. Những người vô chính phủ và POUM đã được đưa vào trong quân đội thường trực, mặc dù có sự kháng cự; POUM bị đặt ra ngoài vòng pháp luật và bị vu khống là một công cụ của phe phát xít. Trong May Days năm 1937, hàng trăm hay hàng nghìn chiến sĩ chống phát xít đã đánh lẫn nhau để giành quyền kiểm soát các địa điểm chiến lược tại Barcelona, đã được George Orwell thuật lại trong cuốn  Homage to Catalonia.

## Ảnh hưởng
Ảnh hưởng của cuộc chiến rất rộng lớn. Kinh tế Tây Ban Nha đã mất hàng thập kỷ để hồi phục. Những vụ đàn áp chính trị và tư tưởng của cuộc chiến ảnh hưởng vượt ra ngoài lãnh thổ Tây Ban Nha và khiến giới trí thức cũng như các cộng đồng chính trị quốc tế xúc động mạnh mẽ, những tình cảm này vẫn còn hiện diện trong chính trị Tây Ban Nha ngày nay. Như Albert Camus đã nói "Chính tại Tây Ban Nha mà (thế hệ) chúng tôi học được rằng dù có lẽ phải vẫn có thể bị đánh bại, rằng sức mạnh vẫn có thể đè bẹp được ý chí, rằng có những lúc mà bao nhiêu lòng quả cảm cũng không đủ để bù lại được. Chính vì lẽ ấy mà biết bao người, trên toàn thế giới, coi sự kiện bi thảm ở Tây Ban Nha như tấn bi kịch của chính bản thân mình".

### Những bộ phim liên quan
- España 1936, phim tài liệu ủng hộ phe Cộng hoà của Luis Buñuel.
- The Spanish Earth (Joris Ivens, 1937; phim tài liệu ủng hộ phe Cộng hoà, Ernest Hemingway và John Dos Passos đọc lời bình.
- Defenders of the Faith, 1938; phim tài liệu ủng hộ phe Quốc gia của Russell Palmer
- Raza (Jose Luis Saenz de Heredia, 1942)
- For Whom the Bell Tolls (Sam Wood, 1943, theo tiểu thuyết của Ernest Hemingway)
- The Fallen Sparrow, (Richard Wallace, 1943, theo tiểu thuyết của Dorothy B. Hughes; John Garfield đóng vai một cựu chiến binh Nội chiến Tây Ban Nha người đã quay trở về Thành phố New York để tìm ra sự thật về cái chết của bạn mình).
- Behold a Pale Horse, (Fred Zinnemann), 1964, hơi phỏng theo cuộc đời của người theo chủ nghĩa vô chính phủ xứ Catalan Francisco Sabaté Llopart.
- The Spirit of the Beehive (El espíritu de la colmena) (Víctor Erice, 1973)
- The Guernica Tree (L'Arbre de Guernica) (Fernando Arrabal, 1976)
- La Colmena (Mario Camus), (1982)
- The Heifer (La vaquilla) (Luis García Berlanga, 1985)
- The Spanish Civil War (BBC-Granada, 1987)
- ¡Ay, Carmela! (Carlos Saura, Tây Ban Nha/Italia 1990) Hài kịch/kịch về hai diễn viên đối mặt ở hai phía trận tuyến.
- Belle Époque (Fernando Trueba, 1992)
- Land and Freedom (Ken Loach, 1995) Cuộc chiến qua đôi mắt của một tình nguyện viên người Anh.
- Libertarias (Vicente Aranda, 1996)
- Vivir la Utopia (Living Utopia) của Juan Gamero, Arte-TVE, Catalunya 1997
- La Lengua de las Mariposas (Butterflies), José Luis Cuerda, 1999)
- The Devil's Backbone (El espinazo del diablo) (Guillermo del Toro, 2001)
- Soldados de Salamina (David Trueba, 2002)
- Pan's Labyrinth (El Laberinto del Fauno) (Guillermo del Toro, 2006)

### Văn học liên quan
- Homage to Catalonia của George Orwell (1938)
- For Whom the Bell Tolls của Ernest Hemingway (1940)
- 40 Preguntas Fundamentales sobre la Guerra Civil của Stanley G. Payne (2006)
- The Living and the Dead của Patrick White (1941)
- As I Walked Out One Midsummer Morning của Laurie Lee (1969)
- A Moment of War của Laurie Lee (1991)
- The Shadow of the Wind của Carlos Ruiz Zafón (2001)
- L'espoir của Andre Malraux
- Diamond square của Mercè Rodoreda (1962)
- Les Grands cimetieres sous la Lune của Georges Bernanos
- Spain in my hearth (España en el corazón) của Pablo Neruda
- Labyrinth of Struggle của Mauricio Escobar (2006)
- The Wall, một cuốn sách và một truyện ngắn của Jean-Paul Sartre
- La Colmena của Camilo Jose Cela
- Winter in Madrid của C. J. Sansom

### Các tài liệu gốc
- Tạp chí và báo được xuất bản trong cuộc chiến, một bằng chứng trên mạng do Đại học Illinois tại Urbana-Champaign duy trì
- Một tuyển tập tiểu luận của Albert và Vera Weisbord với khoảng hơn một chục tiểu luận được viết trong và về cuộc Nội chiến Tây Ban Nha.
- Hiến pháp Cộng hoà Tây Ban Nha (1931) Lưu trữ ngày 31 tháng 5 năm 2009 tại Wayback Machine
- Các tài liệu về sự liên quan của người Ireland trong cuộc Nội chiến Tây Ban Nha 1936–39
- La Cucaracha, Nhật ký Nội chiến Tây Ban Nha Lưu trữ ngày 8 tháng 2 năm 2005 tại Wayback Machine, một niên biểu về các sự kiện trong cuộc chiến
- Ronald Hilton, Spain, 1931–36, From Monarchy to Civil War, An Eyewitness Account
- Tài liệu lưu trữ về Cách mạng và Nội chiến Tây Ban Nha Lưu trữ ngày 8 tháng 3 năm 2021 tại Wayback Machine tại thư viện libcom.org
- With the Reds in Andalusia, của Joe Monks, 1985. Một thành viên người Ireland của Lữ đoàn Quốc tế.

### Hình ảnh và phim
- Revistas y Guerra 1936-1939: La Guerra Civil Espanola y la Cultura Impresa triển lãm trên mạng
- Tuyển tập Poster về cuộc Nội chiến Tây Ban Nha của Bào tàng Chiến tranh Đế quốc[liên kết hỏng] tạ AHDS Visual Arts[liên kết hỏng]
- Poster về cuộc Nội chiến Tây Ban Nha trong tuyển tập Southworth của UCSD Lưu trữ ngày 4 tháng 1 năm 2010 tại Wayback Machine
- Các phim tài liệu về Nội chiến do CNT sản xuất Lưu trữ ngày 6 tháng 4 năm 2020 tại Wayback Machine
- trưng bày hình ảnh về cuộc Cách mạng và Nội chiến Tây Ban Nha Lưu trữ ngày 13 tháng 9 năm 2010 tại Wayback Machine – hình ảnh và poster từ cuộc xung đột
- Các website, bài viết, sách, sách nhỏ, phim về cuộc Cách mạng và Nội chiến Tây Ban Nha 1936–1939 trên mạng (tại Tidsskriftcentret.dk)
- Asociacion Frente de Aragon những bức ảnh về các loại đồng phục và huy chương của các đội quân trong cuộc Nội chiến Tây Ban Nha.
- Máy bay trong cuộc Nội chiến Tây Ban Nha Lưu trữ ngày 16 tháng 4 năm 2007 tại Wayback Machine
- "spanish+civil+war") 64 đồ vật "Nội chiến Tây Ban Nha" tại The European Library Harvest

### Viện hàn lâm và chính phủ
- Một miêu tả, theo Vatican, về những hành động thanh trừng tôn giáo mà những tín đồ Cơ đốc giáo đã phải chịu đựng trong cuộc Nội chiến Tây Ban Nha (bằng tiếng Tây Ban Nha).
- Giáo sư Marek Jan Chodakiewicz nói về cuộc Nội chiến Tây Ban Nha Lưu trữ ngày 4 tháng 9 năm 2006 tại Wayback Machine
- Một Lịch sử về cuộc Nội chiến Tây Ban Nha Lưu trữ ngày 30 tháng 9 năm 2007 tại Wayback Machine, trích đoạn từ một cuộc nghiên cứu của chính phủ Mỹ.
- Columbia Historical Review Dutch Involvement in the Spanish Civil War
- Noam Chomsky's Objectivity and Liberal Scholarship Lưu trữ ngày 15 tháng 7 năm 2009 tại Wayback Machine

### Khác
- Chủ nghĩa Vô chính phủ trong cuộc Cách mạng Tây Ban Nha Lưu trữ ngày 30 tháng 11 năm 2012 tại Wayback Machine
- The Anarcho-Statists of Spain, một cái nhìn khác về những người vô chính phủ trong cuộc Nội chiến Tây Ban Nha
- Một câu trả lời cho bài trên của một người vô chính phủ
- Thông tin Nội chiến Tây Ban Nha Lưu trữ ngày 4 tháng 10 năm 2009 tại Wayback Machine từ Spartacus Educational
- Người Do Thái Mỹ trong cuộc Nội chiến Tây Ban Nha
- Causa General, những kết luận về quá trình chiến tranh do chính phủ Franco tiến hành sau cuộc chiến để phán xét những hành động của kẻ thù của họ trong quá trình xung đột
- Những người tình nguyện Ireland và Do thái trong cuộc Chiến tranh chống Phát xít Tây Ban Nha Sách mỏng của Manus O'Riordan
- O'Duffy's Bandera in Spain
- Cách mạng Tây Ban Nha, 1936–39 Lưu trữ ngày 27 tháng 4 năm 2006 tại Wayback Machine bài viết & đường link, từ Anarchy Now!
- Juan García Oliver, Các định chế cách mạng: Ủy ban Trung ương của Du kích chống Phát xít Lưu trữ ngày 26 tháng 5 năm 2008 tại Wayback Machine